# ذا إيفل ويذن (فلم)
ذا إيفل ويذن (بالإنجليزية: The Evil Within) هو فلم رعب تم إنتاجه في الولايات المتحدة وصدر سنة 2017، من بطولة شون باتريك فلانيري ومايكل بيريمان ودينا ماير وفريدريك كولر.

## القصة
فتى متوحد معلق ذهنيا يصادق انعكاسه في مرآة قديمة لكن في الواقع هذا مخلوق الشيطاني يأمره أن ينطلق في رحلة انتقام ليقتل الأشخاص الذين يحبهم.

## الميزانية والإيرادات
كلف الفلم ميزانية من 4 إلى 6 مليون دولار أمريكي.

## روابط خارجية
- الشر الداخلي على موقع IMDb (الإنجليزية)
- الشر الداخلي على موقع روتن توميتوز (الإنجليزية)
- الشر الداخلي على موقع أول موفي (الإنجليزية)
- الشر الداخلي على موقع فيلمافينيتي (الإسبانية)
- الشر الداخلي على موقع قاعدة بيانات الفيلم (الإنجليزية)
- الشر الداخلي على موقع ليتربوكسد (الإنجليزية)
- الشر الداخلي على موقع كينوبويسك (الروسية)